# Śmierdzący Biskup

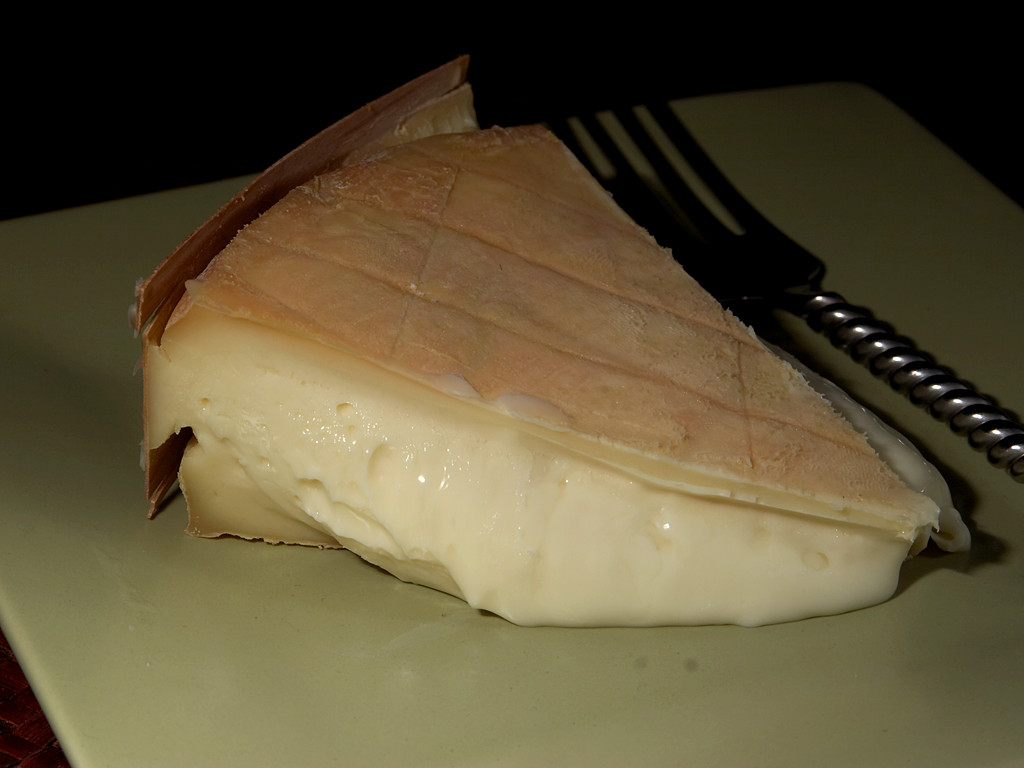
Stinking Bishop

Śmierdzący Biskup (ang. Stinking Bishop) – angielski ser miękki, podpuszczkowy pochodzący z regionu Gloucestershire, wytwarzany z pasteryzowanego mleka krowiego. Zawartość tłuszczu wynosi 48%. Konsystencja jednolita, kremowa, półpłynna.

## Produkcja
Ser produkowany jest od 1972 w południowo-zachodniej Anglii (Gloucestershire) przez Karola Martel i jego syna na Laurel Farm w Dymock. Wytwarzany z mleka krów rasy Gloucester, która w 1972 była w zaniku: stado liczyło 68 sztuk. Ser został uratowany przed zagładą, w czasach kiedy rynek zalewały sery przemysłowe. W procesie produkcyjnym dodaje się także mleko bydła rasy fryzyjskiej z najbliższych okolic. Do sera nie dodaje się soli, celem zwiększenia aktywności bakterii.

## Specyfikacja
Kolor sera waha się od białego, przez beżowy, żółty, aż do pomarańczowego, natomiast skórka jest szarawa. Produkt wytwarzany jest w kręgach o średnicy 20 cm, masie 2 kg i grubości około 4 cm. Rocznie produkuje się około 20 ton tego sera. Cena 200 g w Internecie oscyluje w granicach 20-25 GBP.

## Zapach
Ser charakteryzuje silny zapach, przypominający nieświeże skarpety i mokre ręczniki. Pochodzi on z etapu produkcji, na którym, w czasie dojrzewania (4 miesiące), co 4 tygodnie myje się go w wywarze z lokalnych, aromatycznych gruszek o takiej samej nazwie (Stinking Bishop). Proces ten wywodzi się prawdopodobnie z tradycji lokalnych cystersów.

## W kulturze
Ser pojawił się w filmie Wallace i Gromit: Klątwa królika i służył jako narzędzie przebudzenia Wallace’a z martwych. Po filmie popyt na ser wzrósł o około 500%.